# ソルゲルズル・カトリーン・グンナルスドッティル
ソルゲルズル・カトリーン・グンナルスドッティル（アイスランド語:Þorgerður Katrín Gunnarsdóttir、1965年10月4日 - ）は、アイスランドの政治家、弁護士。2017年から改革党（Viðreisn）の党首を務め、2024年12月21日からアイスランドの外務大臣に就任している。過去には独立党の副党首（2005年 - 2010年）、教育・科学・文化大臣（2003年 - 2009年）、漁業・農業大臣（2017年）を歴任した。

## 経歴

### 生い立ちと教育
ソルゲルズル・カトリーンは1965年10月4日、レイキャビクに生まれた。父はアイスランドの著名な俳優グンナル・エイヨールフソン（1926年 - 2016年）、母はカトリン・アラソン。1985年にレイキャビクのメンタスコーラン・ヴィズ・スンドで学生試験（stúdentspróf）に合格し、アイスランド大学で法学を学び、1993年に法学修士号を取得した。大学在学中は法学部の学生団体「Orator」の理事を務めた。

### 政治活動
ソルゲルズル・カトリーンは大学時代に独立党の青年組織「Stefnir」に参加し、1999年にレイキャネス選挙区からアルシング（アイスランド議会）に初当選。2003年の選挙区再編後は南西部選挙区を代表した。2003年12月31日から2009年2月1日まで教育・科学・文化大臣を務め、2006年にはゲイル・ハールデ首相の不在時に首相代行を務めた。特に2008年の金融危機時には、ハールデの病気による不在中、実質的に政府を率いた。
2005年から2010年まで独立党の副党首を務めたが、2010年に夫クリスチャン・アラソンのカウプシング銀行に対する債務問題が公になり、副党首を辞任。2013年の選挙には出馬せず、2013年から2016年までアイスランド商工会議所で働いた。
2016年、新たに設立された改革党（Viðreisn）に参加し、同年の選挙で南西部選挙区からアルシングに再選。2017年1月から11月までビャルニ・ベネディクトソン内閣で漁業・農業大臣を務めた。2017年10月、党の創設者ベネディクト・ヨハネソンが党首を辞任した後、ソルゲルズル・カトリーンが改革党の党首に就任。2024年の総選挙後、改革党は社会民主党および人民党と連立政権を組み、ソルゲルズル・カトリーンは外務大臣に任命された。

### 私生活
ソルゲルズル・カトリーンは元ハンドボール選手で実業家のクリスチャン・アラソン（Kristján Arason）と結婚しており、3人の子（グンナル・アリ（1995年）、ギスリ・ソルゲイル（1999年）、カトリン・エルラ（2003年））がいる。彼女自身も1980年代にハンドボール選手として活動し、ÍRおよびFHでプレー、1984年にアイスランドカップで優勝した。その後、ドイツのVfLグマースバッハでプレーし、引退後は1993年にアイスランド女子トップリーグの試合で初の女性審判を務めた。